# Castillo de Cambil

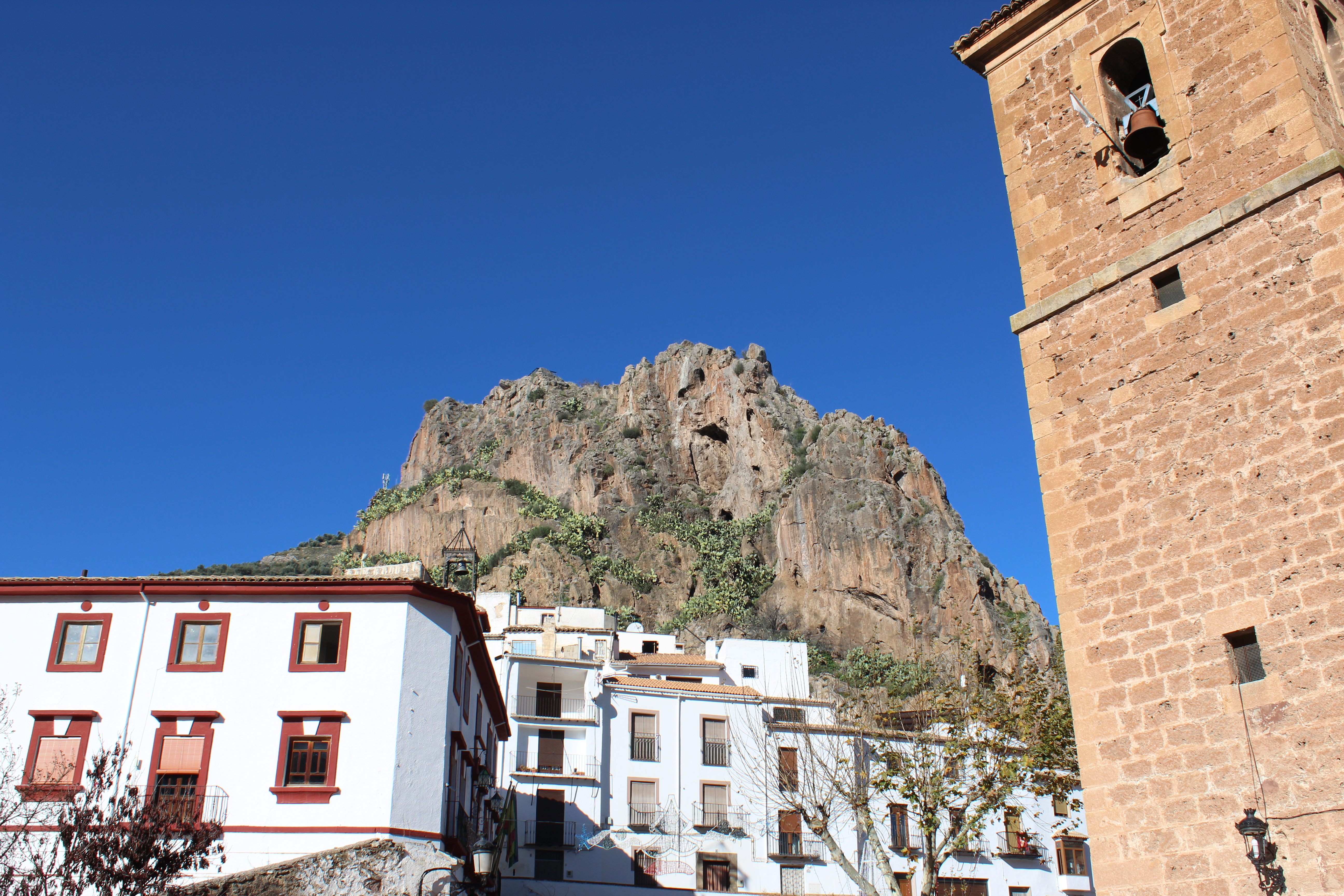
Vista del promontorio en el que se enclava el castillo de Cambil

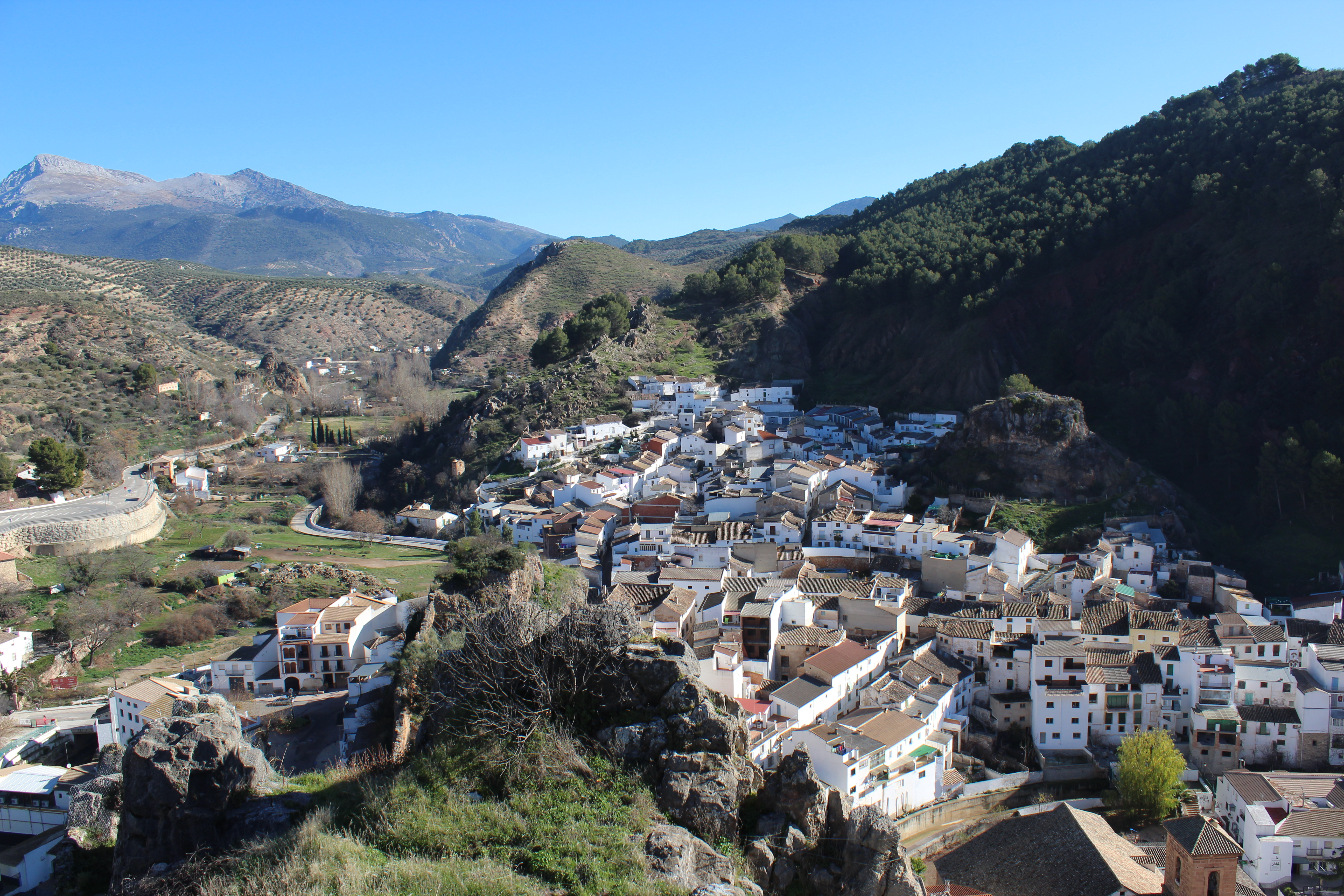
Vista al pie de la imagen de los restos del alcazarejo del castillo de Cambil. Al frente, el Castillo de Alhabar

El castillo de Cambil se encuentra enclavado sobre un promontorio rocoso, frente al castillo de Alhabar, al oeste del pueblo de Cambil, provincia de Jaén. Fue construido en el siglo XII o anterior.

## Descripción
El Castillo de Cambil ocupa toda la meseta aproximadamente rectangular del peñasco del mismo nombre. Está situado al oeste del pueblo de Cambil, y su lado Este está formado por una pared casi vertical que cae en picado sobre el río Cambil. También sus lados Norte y Sur tienen esta forma escarpada, siendo cortados casi verticales. Tan sólo el lado Oeste tiene un desnivel escaso, de unos 4,85 metros, por lo que el acceso al castillo se debía hacer por esta zona.
El castillo se estructura en dos niveles: uno central a modo de alcazarejo, y otro periférico. El recinto exterior del castillo sólo tuvo fortificaciones de algún tipo en la cara Oeste del peñasco, aunque están totalmente destruidas, tal vez debido al empleo masivo de artillería que se hizo en su reconquista por los castellanos en 1485.
El interior del castillo es bastante tosco, con mampostería menuda y mucho mortero de yeso. El alcazarejo se forma por una meseta sobrealzada que estuvo rodeada de parapetos y quizás nivelada con tierra. En el sector Este se detecta una estructura ataulada en la que apoya y que la realza.

## Historia
Según J. Vallvé y F. Vidal tanto "Qanbil" como Alhabar aparecen citados por primera vez en el s. XII por un problema de aguas. Este hecho indica que en ese momento existían dos pequeñas aldeas (Cambil y Alhabar) separadas por el río Cambil. Cada una estaba protegida por un pequeño castillo que posiblemente era poco más que la cima de los farallones que ocupan, con algún refuerzo.
Con posterioridad, aparecen en la "Crónica de Alfonso XI" (primera mitad del s. XIV), en la que se indica que el Infante Don Pedro conquistó los castillos de Cambil y Alhabar. A partir de ese momento, la mayor parte de los documentos y crónicas en los que aparecen citados se refieren a las luchas fronterizas entre el Reino Nazarí y Castilla. Primero, al ser recuperadas por los nazaríes durante la guerra de Pedro I (1350-1369) y el Infante Enrique de Trastámara, cuando los nazaríes actuaron contra Jaén, ciudad trastamarista, aliados con el rey castellano.
Después, son objeto de distintos ataques, especialmente por parte del Condestable Don Miguel Lucas de Iranzo en 1462 y 1471, que fracasaron. 
Finalmente, fueron conquistados de forma definitiva por los Reyes Católicos en 1485.
La importancia que para la línea defensiva de los nazaríes tenían estos dos enclaves queda patente con el hecho de que su caída en manos castellanas provocó el inmediato abandono de la fortaleza de Arenas.
El 21 de septiembre de 1486, los Reyes Católicos conceden los castillos de Cambil y Alhabar con sus jurisdicciones a la ciudad de Jaén, a la cual pertenecieron hasta que Felipe II emancipó a Cambil (que ya había englobado a Alhabar) el 19 de abril de 1558.